# Бутинець Франц Францович
Бутинець Франц Францович (4 листопада 1938, с. Болярка, Житомирський район) — доктор економічних наук, професор, Заслужений діяч науки і техніки України, академік Української Академії економічної кібернетики, Відмінник освіти України, директор приватної аудиторської фірми «Аудит-Бутинець», ліцензований судовий експерт.

## Короткий життєпис
Народився Франц Францович 4 листопада 1938 р. в селянській сім'ї в с. Болярка Житомирського району Житомирської області. У сім'ї було двоє дітей — Йосип і Франц. Дитинство і юність Франца Францовича припали на важкі воєнні та повоєнні роки.